# 1907 en architecture
| Années de l'architecture : 1904 - 1905 - 1906 - 1907 - 1908 - 1909 - 1910    |
| Décennies de l'architecture : 1870 - 1880 - 1890 - 1900 - 1910 - 1920 - 1930 |

Cet article présente les faits marquants de l'année 1907 en architecture.

## Réalisations

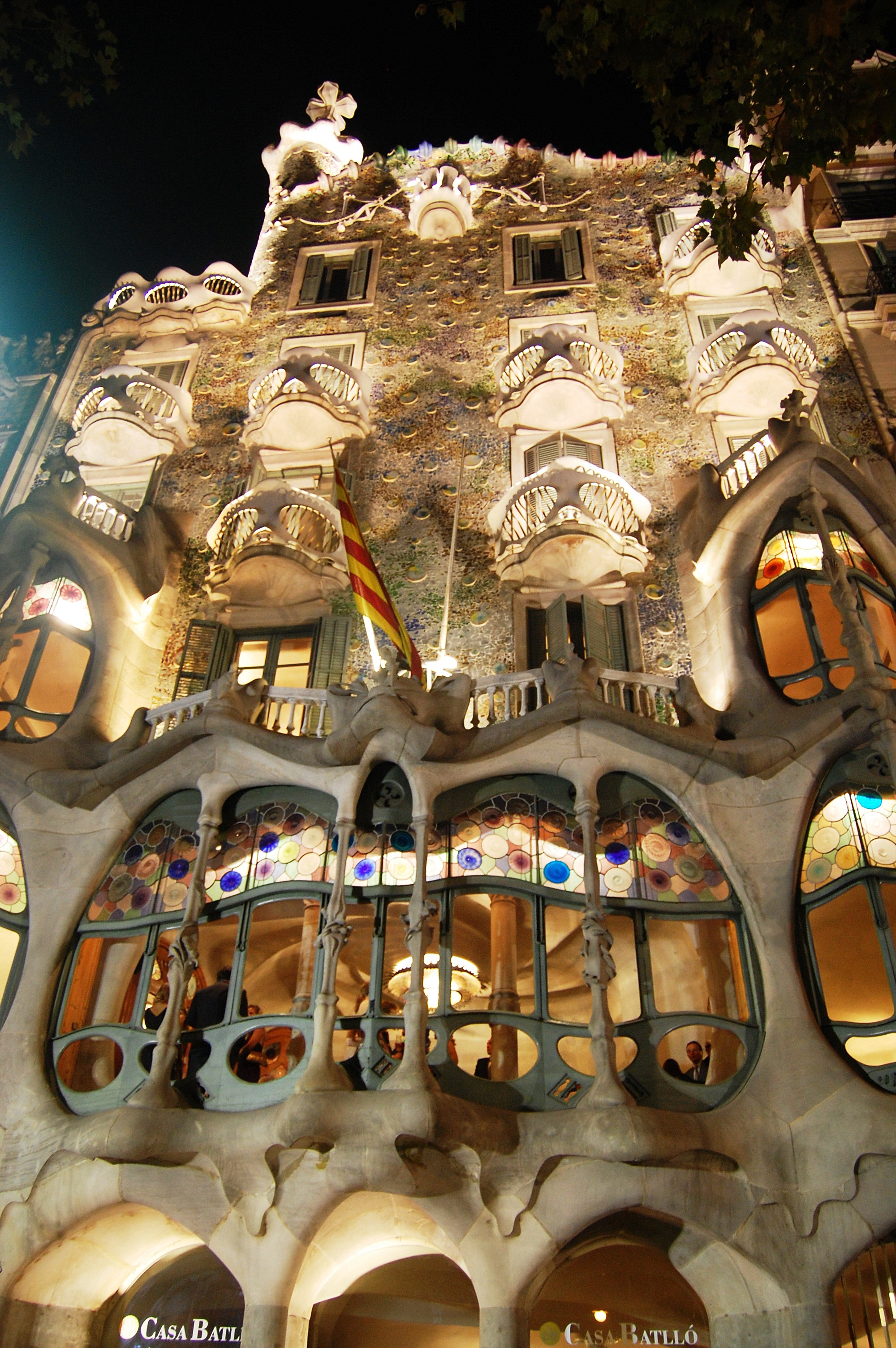
La Casa Batlló à Barcelone

- Antoni Gaudí construit la Casa Milà et la Casa Batlló à Barcelone.
- Les Magasins Réunis de Nancy  sont achevés d'être construits par Lucien Weissenburger après dix-sept ans de travaux.
- Léon Cayotte construit la villa Fruhinsholz à Nancy.
- Les frères Greene construisent la Blacker house à Pasadena
- Construction du Plaza Hotel de New York.
- Fin construction du Château de Noisy a Namur, par l'Architecte Edward Milner pour le Comte de Liedekerke-Beaufort[Lequel ?]

## Événement
- Hermann Muthesius fonde le Deutscher Werkbund à Munich.

## Récompenses
- AIA Gold Medal : Aston Webb.
- Royal Gold Medal : John Belcher.
- Prix de Rome : Charles Nicod.

## Naissances
- 8 mars : Henry Charles Delacroix († 1974).
- 17 juin : Charles Eames († 1978).
- 13 août : Basil Spence († 1976).
- 15 décembre : Oscar Niemeyer († 2012

## Décès
- 14 juin : William Le Baron Jenney (° 25 septembre 1832).